# 황철석
황철석(黃鐵石, Pyrite)은 FeS2의 화학식을 갖는 등축정계 황, 철 광물로, 자연 상태의 결정이 종종 정육면체 모습을 띠고 있는 것이 특징이다. 겉보기에는 금과 아주 흡사하게 생겼지만 성분은 금이 아니기에 바보의 금(fool's gold)이라는 별명이 붙었다.